# ヴルーム・ヴルーム
『ヴルーム・ヴルーム』（英：Vrooom Vrooom）は、2001年に発表されたキング・クリムゾンのライブ・アルバム。

## 解説
1995年と1996年の演奏を収録。
ブックレットには、1994年10月から1996年8月までのダブルトリオ時代の全ライブ日程が見開きで掲載されている。
ジャケットデザインは多くのキング・クリムゾンのアルバムを手がけているP.J.クルックが担当した。

## 収録曲

### Disc1 ヴルーム・ヴルーム 1996
1996年8月2、3、4日、メキシコシティのメトロポリタン・シアター
1. ヴルーム・ヴルーム　VROOOM VROOOM
2. コーダ：マリーン 475　Coda:Marine 475
3. ダイナソー　Dinosaur
4. B'ブーム　B'Boom
5. スラック　THRAK
6. ザ・トーキング・ドラム　The Talking Drum
7. 太陽と戦慄　パートⅡ　Larks' Tongues In Aspic(Part II)
8. ニューロティカ　Neurotica
9. プリズム　Prism
10. レッド　Red
11. インプロヴィゼイション：バイカー・ベイブス・オブ・ザ・リオ・グランデ　Improv:Biker Babes of the Rio Grande
12. 21世紀のスキッツォイド・マン　21st Century Schizoid Man

### Disc2　オン・ブロードウェイ 1995
1995年11月20、21、22、24、25日、ニューヨークのロングエーカー・シアター
1. コナンドラム　Conundrum
2. セラ・ハン・ジンジート　Thela Hun Ginjeet
3. フレイム・バイ・フレイム　Frame By Frame
4. ピープル　People
5. ワン・タイム　One Time
6. セックス、スリープ、イート、ドリンク、ドリーム　Sex Sleep Eat Drink Dream
7. インディシプリン　Indiscipline
8. トゥー・スティックス　Two Sticks
9. エレファント・トーク　Elephant Talk
10. スリー・オブ・ア・パーフェクト・ペアー　Three Of A Perfect Pair
11. B'ブーム　B'Boom
12. スラック　THRAK
13. フリー・アズ・ア・バード　Free As A Bird（ビートルズのカヴァー）
14. ウォーキング・オン・エアー　Walking On Air

## 参加ミュージシャン
- ロバート・フリップ - ギター
- エイドリアン・ブリュー - ギター、ヴォーカル
- トニー・レヴィン - ベースギター、エレクトリック・ダブルベース、スティック
- トレイ・ガン - ウォー・ギター
- ビル・ブルーフォード - ドラム、パーカッション
- パット・マステロット - ドラム, パーカッション